# شياكي كورياما
تشياكي كورياما (باليابانية: 栗山千明؛ بالكانا: くりやま ちあき) المولودة في 10 أكتوبر 1984، هي ممثلة وعارضة أزياء ومغنية يابانية. حققت شهرة جيدة بعد ظهورها في فيلم باتل رويال 2000، وفيلم كوينتن تارانتينو الكلاسيكي اقتل بيل الجزء 1 2003.

## سيرتها
ولدت تشياكي في تسوتشي-أورا مدينة تقع في محافظة إيباراكي، اليابان. كانت في طفولتها عارضة أطفال مشهورة في التسعينات. وفي عام 1997، ظهرت في الكتاب المصور Shinwa-Shōjo من تصوير كيشن شينوياما. أصبح الكتاب في قائمة أفضل المبيعات، لكن بما أنه يحتوي على بعض العري تم سحبه من قبل الناشر في 1999، بسبب إدعائات باستغلال الأطفال إباحيا. قامت تشياكي أيضا بالتصوير لمجلة نيكولا (1997–2001) وبيشي ليمون (1996–2001).
حصلت على الاعتراف الوطني كممثلة عند ظهورها في فيلم الرعب Shikoku وجو-أون: ذا كورس سنة 1999. ثم ظهرت في فيلم الأكشن باتل رويال سنة 2000. خلال هذه الفترة ظهرت في عدة مسلسلات تلفزيونية، وفي 2003 ظهرت في أول عمل لها في هوليوود. أمام المخرج كوينتن تارانتينو في فيلمه اقتل بيل الجزء 1 سنة 2004.
في 2010، دخلت المجال الموسيقي وأصدرت أغنية بعنوان Ryūsei no Namida. ثم أصدرت Kanōsei Girl التي تم إستخدامها في افتتاحية أنمي جينتاما. في مارس 2014، فازت بجائزة أفضل ممثلة في حفل جوائز السينما الآسيوية.

## أفلامها
- غونين (1995) - ابنة أوجيوارا شوهي
- بلد الموت (1999) - سايوري نيبورا
- كامين غاكوين (2000) - بدور راي داماشيما
- المعركة الملكية (2000) - تاكاكو تشيغوسا
- اقتل بيل الجزء 1 (2003) -غوغو يوباري
- يوما ما سأركب القطار (2003) - يوكي نوغوتشي
- الربع الأخير من القمر (2004) - موزوكي موشيزوكي (بطولة)
- أزومي 2 الموت أو الحب (2005) - بدور كوزو
- يوكاي الحرب الكبيرة (2005)
- في الشمس (2005) - أياكو
- الخردة والسماء (2005) - ساكي فوجيمورا (بطولة)
- عين القط (2006) - فوميكو سوجيموتو
- تمديد (2007) - بدور يوكو ميزوشيما(بطولة)
- تينغو غايدن (2007) (بطولة)
- كيدس (2008) - بدور شيهو (بطولة)
- غس ووندرلاند (2008) - بدور ميكو اونو (بطولة)
- تحسين الحياة (2008) - بدور أويكاوا شيزوكي (البطلة)
- كاموجاوا هولمو (2009) - فومي كوسونوكي (بطلة)
- نسر (2009) - يوكا ميشيما (بطلة)
- غوستوريتر هوتل (2012) - ناوكو أوشيهاي
- حرب في المكتبة (2013)
- حرب في المكتبة - مهمة أخيرة - (2015)
- أتارو الحب الأول والقتل الأخير (2013) - مايكو مايكو (بطلة)
- فريق باتيستا النهائي (2014) - سومير ساكورا
- المسافر كونيمي (2015) - كينو كيكو (بطولة)
- أسرار خاصة (2016) - يوكيكو ميوشي
- سيف الرجل الخالد (2017) - هايكرون

## روابط خارجية
- شياكي كورياما على موقع IMDb (الإنجليزية)
- شياكي كورياما على موقع روتن توميتوز (الإنجليزية)
- شياكي كورياما على موقع ألو سيني (الفرنسية)
- شياكي كورياما على موقع ميوزك برينز (الإنجليزية)
- شياكي كورياما على موقع تيرنر كلاسيك موفيز (الإنجليزية)
- شياكي كورياما على موقع أول موفي (الإنجليزية)
- شياكي كورياما على موقع ديسكوغز (الإنجليزية)
- شياكي كورياما على موقع قاعدة بيانات الفيلم (الإنجليزية)
- شياكي كورياما على موقع كينوبويسك (الروسية)
- شياكي كورياما على موقع ANN person (الإنجليزية)